# Сульфид железа(II)
Сульфи́д желе́за(II) — сложное неорганическое вещество с химической формулой FeS класса неорганических сульфидов .

## Описание и структура
Сульфид железа(II) — бескислородная соль. Кристаллы чёрного цвета с металлическим блеском и гексагональной кристаллической решёткой, тугоплавкий, разлагается при нагревании в вакууме. Во влажном состоянии чувствителен к кислороду воздуха. Нерастворим в воде. Не выпадает в осадок при насыщении растворов солей железа(II) сероводородом. Разлагается кислотами. Применяется как сырье в производстве чугуна, твердый источник сероводорода. Не притягивается магнитом.

## Получение
1. Взаимодействие железа с серой:
{\displaystyle {\mathsf {Fe+S\longrightarrow FeS}}}
Реакция начинается при нагревании смеси железа с серой в пламени горелки, далее может протекать и без подогрева, с выделением теплоты.
2. Взаимодействие оксида железа(III) с водородом и сероводородом:
{\displaystyle {\mathsf {Fe_{2}O_{3}+H_{2}+2H_{2}S\longrightarrow 2FeS+3H_{2}O}}}

## Химические свойства
1. Взаимодействие с концентрированной HCl:
{\displaystyle {\mathsf {FeS+2HCl\longrightarrow FeCl_{2}+H_{2}S}}}
2. Взаимодействие с концентрированной HNO3:
{\displaystyle {\mathsf {FeS+12HNO_{3}\longrightarrow Fe(NO_{3})_{3}+9NO_{2}+5H_{2}O+H_{2}SO_{4}}}}

## Применение
Сульфид железа(II) служит обычным исходным продуктом при получении сероводорода в лабораторных условиях. Гидросульфид железа [Fe(SH)2] и/или отвечающая ему основная соль [Fe(SH)OH] является важнейшей составной частью некоторых лечебных грязей.